# Надежда Томић
Надежда-Нада Томић (2. децембар 1896, Алексинац, Србија – 10. јун 1922, Шампе, Швајцарска) била је српска докторанткиња медицине на универзитету у Женеви. Трагично је настрадала утопивши се у језеру Шампе, заједно са дечаком којем је покушала да спаси живот. Њеним чином инспирисан је споменик на породичној гробници на Новом гробљу у Београду. 

## Биографија

### Младост и школовање
Нада Томић је рођена 2. децембра 1896. у Алексинцу, као старије дете дете Јована Томића (1869–1932), српског историчара и академика, и Даринке Томић (1872–1929). Имала је брата Миодрага-Мишу Томића (1898–1983).
Као дете се са породицом преселила у Београд, где је похађала гимназију до 1914. године, када је, након завршеног седмог разреда, била принуђена да привремено прекине школовање услед објаве рата. Напустила је Србију прешавши преко Албаније с оцем и братом 1916. године. На Крфу је 28. октобра исте године склопљена Конвенција о школовању српске омладине на француским универзитетима и учитељским школама, која српској омладини омогућава студирање у Француској, Швајцарској или Алжиру. Донета је и Уредба о школовању и васпитању српске омладине у Француској, коју је Министарство просвете одобрило 7. октобра 1917. године. Српски ученици гимназија полагали су испит зрелости у једној од двеју значајних српских гимназија у Француској, смештеним у Ници и Болијеу. Овим одлукама је Нади омогућено да 1917. године, након матурирања у Ници, упише Медицински факултет у Женеви, као једна од три студенткиње из Србије. Са братом, који је је уписао Технички факултет у Цириху, често се посећивала.
Надежда је била међу 547 српских студената који су примали стипендију српске владе под условом да ће након студија радити у служби своје земље. Како је била марљив студент, отац јој је предложио да прекине примање стипендије током докторских студија, чиме би се ослободила обавезе враћања у Србију и могла да упише специјалистичке студије у Паризу. Нада га је послушала и одрекла се стипендирања 1921. године, добивши даљу новчану подршку од оца. Са ентузијазмом је приступила спремању своје докторске тезе, али је није стигла да је заврши услед изненадне и преране смрти.

### Боравак у Женеви
Надежда је била веома посвећена медицини, гајећи велику знатижељу за нова научна открића. Посебно су је интересовали микробиологија и лабораторијски експерименти. Са колегиницама је стажирала у једној дечијој болници, где су се смењивале се по ноћним дежурствима. Нада је током слободних тренутака својих дежурстава шила и плела одећу, па је део својих творевина, који није била наменила себи или брату, давала деци и њиховим мајкама. У априлу 1921. године добила је шарлах приликом учешћа на једној аутопсији на Институту за патологију, што је јавила оцу путем писма. Током наредних годину дана настављали су се њени здравствени проблеми, као последица медицинске праксе и контакта са пацијентима. Из тих разлога, доктор јој је на пролеће 1922. године препоручио боравак у природи у околини Шампеа.
Поред медицинских наука, Нада је гајила страст и према учењу страних језика. Поред француског, који је течно говорила, током боравка у Женеви научила је енглески језик, а до извесног нивоа је савладала и шпански и италијански.
Своје познавање француског језика, које јој је било услов за наставак школовања, искористила је да у слободно време преведе српску народну поезију, претежно из Косовског циклуса, како би своје преводе читала колегиницама током стажирања и тиме их информисала о култури и историји свог народа.
Учење енглеског језика, са којим је је почела самостално, док је била у Србији, наставила је на приватним часовима и на курсу који се давао на једном женевском колежу. На крају течаја учествовала је у наградном конкурсу, где је освојила Шекспиров роман у оригиналу. Након тога, почела је да сакупља Шекспирова дела на енглеском, која је читала у слободним тренуцима током стажирања.
За шпански језик се заинтересовала не би ли превела један текст о енцефалитису, што је био научни рад једног професора из Мадрида. Како није било превода тог научног текста са шпанског, Надежда је решила да сама научи језик помоћу шпанско-француског речника и граматике, како би превела текст. Самостално превођење било је успешно.
Учење италијанског језика, што је почела уз помоћ другарице из Италије, ишло јој је лако због сличности са француским језиком.
Надежда је током својих студија проводила слободно време шетајући се са колегама по природи, читајући књиге и посећујући симфонијске концерте. Неговала је своје вештине цртања и сликања, а усавршавала је и умеће свирања клавира.

### Смрт
Дана 10. јуна 1922. Нада је свом брату послала разгледницу са сликом језера Шампе и околних хотела, јер је у једном од њих у то време одседала. У тексту на полеђини јавила му је како би требало да наредне недеље пређе у други хотел на препоруку лекара, не би ли била ближе природи. Наредног дана је Миодраг Томић добио сестрино писмо уз вест да се утопила на језеру Шампе. Према изјавама очевидаца, Надежда је 10. јуна око пет сати по подне кренула у пловидбу чамцем по језеру и повела са собом двоје деце из околине, међу којима је био шестогодишњи дечак по имену Клод. Под непознатим околностима, Клод је упао у воду веслајући, па је Нада скочила за њим намери да му помогне. Услед потешкоћа изазваних ветром, инцидент је имао трагичан исход. Надино тело извађено је из језера два сата након утапања, а дечаково је пронађено сутрадан ујутру.
Миодраг је саопштио трагичну вест родитељима и побринуо се за преношење Надиног тела из Шампеа. Протојереј Орлов одржао је Нади опело у руској цркви у Женеви, затим је Нада привремено сахрањена у гробници Руске православне цркве.
На захтев Министарства владе Краљевине Срба, Хрвата и Словенаца, Надино тело је пренето у Србију 1927. године. Сахрањена је на Новом гробљу у Београду, у другом реду парцеле 20, у гробници број 19, где је касније направљена заједничка гробница породица Томић и Томанић. На захтев Надиног оца, надгробни споменик јој је направио хрватски вајар Рудолф Валдец. Споменик представља Исуса Христа како Надежду извлачи из воде, док она у наручју држи дечака којег је покушала да спаси. Изнад Надеждиног надимка и година рођења и смрти стоји епитаф „У смрт за другога".